# 도쿄 러브 스토리
《도쿄 러브 스토리》(영어: Tokyo Love Story, 일본어: 東京ラブストーリー)는 사이몬 후미의 만화이자, 이를 원작으로 한 동명의 드라마이다.
1988년 소학관에서 간행되는 「빅 코믹스피릿(ビッグコミックスピリッツ)」에 연재된 작품이다.

## 원작 내용
에히메에서 도쿄의 광고 회사에 취직한 나가오 칸지와, 칸지의 소꿉친구이면서 도쿄의 사립 의대에 다니는 미카미 켄이치는 오랜만에 재회한다.
도쿄에 완전히 적응해있는 미카미 비해 도쿄의 생활에 익숙해지지 않는 칸지. 상사의 설교와 동료인 아카나 리카에게 "칸치"라 불리며 휘둘리는 나날.
한편 미카미는 성실하게 학교에 다니지 않고, 붕 떠있는 생활을 이어가고 있다. 나가사키 나오코는 그런 미카미를 한심하게 여기지만, 매몰차게 대하지 못한다.
그러던 어느 날, 고등학교 시절부터 계속해서 좋아하던 세키구치 사토미 와 재회한 칸지는...

## 등장인물
나가오 칸지(永尾完治)
광고대리점 「와가사무소(和賀事務所)」에 다니는 회사원으로 도쿄 생활에 익숙하지 않다. 리카가 칸치(カンチ)라고 부른다. 리카와 사귀지만 나중에는 결국 사토미와 결혼하여 아들을 낳는다.
아카나 리카(赤名リカ)
칸지의 동료. 아프리카 짐바브웨에서 자라 자유분방한 삶을 살고 있다. 다른 사람에게서 사랑을 받는 것에 익숙치 않다. 끝까지 칸지를 사랑했지만, 결국 와가와 결혼하여 아이를 낳는다.
미카미 켄이치(三上健一)
칸지의 고등학교 동창으로 사립의대의 학생이다. 아버지에게 미움을 받아 애정에 굶주려 있다. 사토미와 동거하고 있었지만, 결국 헤어지고 나오코와 결혼한다.
세키구치 사토미(関口さとみ)
칸지, 켄이치의 동창으로 보육사 일을 하고 있다. 칸지의 첫사랑이다.
나가사키 나오코(長崎尚子)
켄이치와 같은 학교를 다니고 있는 학생이다. 약혼자가 있었지만 약혼이 깨지고 결국 켄이치와 결혼하게 된다.
와가 나츠키(和賀夏樹)
칸지와 리카의 상사로 와가 사무소의 사장이다. 한 때 리카와 연애 관계에 있었는데, 이 때문에 가족과 별거한다.
타다이 아즈사(田々井アズサ)
칸지, 켄이치, 사토미의 고등학교 동창생이다. 칸지에게 차인 다음 날, 교실 칠판에 「모두들 너무 싫어(みんな大嫌い)」라 남기고 자살한다. 칸지가 말하길, 「분위기가 리카와 비슷하다」.

## 책 정보 (일본 기준)

### 단행본
소학관 빅 코믹스 스페셜
- 『도쿄러브스토리』1권　1990년 4월 12일 간행　ISBN 4-09-181851-X

제1화 - 아침을 기다리며(朝を待ちながら)
제2화 - 해방된 새처럼(放たれた鳥のように)
제3화 - 조교 놀이(調教ごっこ)
제4화 - 지난 일을 원망하지마(遠い日をせめないで)
제5화 - 망설이는 눈동자(とまどいは瞳の中)
제6화 - 울지마(泣かないで)
제7화 - 우산이 필요해(傘がひしい)
제8화 - 이 거리를 떠날 때까지(この街を離れるまで)
제9화 - 실연의 정의(失恋の定義)
제10화 - 당신을 찾아서(あなたをさがして)
제11화 - 어째서 그는(なぜ彼らは…)
제12화 - WA・HA・HA
- 『도쿄러브스토리』2권　1990년 7월 13일 간행　ISBN 4-09-181852-8

제1화 - 사랑이라고 부르려면(愛と呼ぶには…)
제2화 - 사랑의 시작(愛の始まり…)
제3화 - 격렬한 비(激しい雨)
제4화 - 사랑의 선물(愛の贈り物)
제5화 - 항상 생각해(いつも思い出して)
제6화 - 망설임은 숨길 수 없어(とまどいは隠せない)
제7화 - 한 번 더 미소를(微笑をもう一度)
제8화 - 마음은 다이아몬드(心はダイヤモンド)
제9화 - 파티의 밤(パーティーの夜)
제10화 - 당신을 부르는 목소리(あなたを呼ぶ声)
제11화 - 절망은 이쪽(絶望のこちら側)
- 『도쿄러브스토리』3권　1990년 10월 12일 간행　ISBN 4-09-181853-6

제1화 - 누구의 탓도 아니고(誰のせいでもなく)
제2화 - 한 달 후에(ひと月ののち)
제3화 - 솔직하지 못해서(素直になれなくて)
제4화 - 불안의 징조(不安のきざし)
제5화 - 말로 할 수 없어서(言葉にならなくて)
제6화 - 다리의 중간에서(橋の途中で)
제7화 - 밸런타인 스토리(バレンタイン・ストーリー)
제8화 - 눈물이 멈추지 않아(涙が止まらない)
제9화 - 저 하늘을 날 수 있다면(あの空を飛べたら)
제10화 - 콘서트의 밤(コンサートの夜)
제11화 - 그 때로 돌아가고 싶어(あの頃に戻りたい)
- 『도쿄러브스토리』4권　1990년 12월 12일 간행　ISBN 4-09-181854-4

제1화 - 당신에게 맞는 구두(あなたに合う靴)
제2화 - 시작이 끝(終わりが始まり)
제3화 - 기다림의 시간(待つ時間)
제4화 - 이별 후에(別れてのち)
제5화 - 선택된 사랑(選ばれた愛)
제6화 - 이별의 갈림길(別れの瀬戸際)
제7화 - 이상한 꿈(奇妙な夢)
제8화 - 먼 약속(遠い約束)
제9화 - 최종 통보(最終通告)
제10화 - 에히메 러브스토리(エヒメ・ラブストーリー)
제11화 - 다시 도쿄로!!(再び東京へ!!)
제12화 - 시간의 저편에(時の彼方に)

### 문고판
소학관 문고
- 제1권 1995년 10월 17일 간행 ISBN 4-09-192091-8
- 제2권 1995년 10월 17일 간행 ISBN 4-09-192092-6
- 제3권 1995년 10월 17일 간행 ISBN 4-09-192093-4

분츈(文春) 문고
- 上 2010년 4월 10일 간행 ISBN 978-4-16-757905-0
- 下 2010년 4월 10일 간행 ISBN 978-4-16-757906-7

## 드라마
후지TV 게츠쿠 드라마 초기의 대표작이며 1991년 1월 3일 방영했다. 스즈키 호나미, 오다 유지가 주연을 맡았다. 원작에서는 주로 칸지의 시점을 중심으로 전개되었지만, 드라마에서는 리카를 중심으로 하고 있다. 프로듀서의 말에 따르면, 주연을 맡기로 미리 정해져 있던 스즈키 호나미에게 자신이 맡을 역을 고르도록 했는데, 그 즉시 리카라고 대답했다고 한다.
칸지, 미카미, 사토미, 리카의 사랑 이야기이다. 리카는 칸지를 "칸치!"라고 부르는 리카는 직접적인 애정 표현을 서슴지 않는데, 이에 칸지는 처음에는 당황하지만 곧 리카에게 매력을 느끼게 된다. 하지만 이들의 사랑은 의외의 결말을 맺어 많은 이들을 놀라게 했다.
월요일 밤 거리의 여성이 사라졌다라고 했을 만큼 당시 젊은 여성들에게 엄청난 인기였다. 오프닝 영상은, 대도시를 상징하는 장소(역, 교차로 등)에서, 출연자가 인파 속에서 다양한 일상생활을 보내는 모습을 잘라 만든 것으로, 등장 인물은 특별한 인간이 아니라, 도시에 사는 많은 사람들중 하나에 지나지 않는다는 것을 보여주고 있다.
평균 시청률은 22.9%, 최고 시청률은 최종이야기의 32.3%(비디오 리서치 칸토 지구 조사). 주제가는 오다 카즈마사의 "러브 스토리는 돌연히". 드라마의 내용과 매우 잘 들어맞는 곡으로, 270만 장이 넘는 매상을 올려 당시의 일본 싱글 CD 최대의 히트곡이 되었으며, 여전히 추억되고 있는 곡이다.
스즈키나 오다는 이 작품을 거치고, 드라마의 주연급으, 국민적인 스타로서의 위치를 확립했다. 그러나, 사토미 역의 아리모리 나리미는 여성 시청자들로부터 미움 받아 소속 사무소에 협박장까지 도착했었다라고 후에 본인이 말하였다.
한편 1992년 대한민국의 MBC TV에서 제작·방영하였던 최수종·최진실 주연의 드라마 《질투》가 이 드라마를 표절했다는 논란에 휩싸였었다.